# Lászlód
Lászlód (1891-ig Laczkó, szlovákul: Lackov) község Szlovákiában, a Besztercebányai kerületben, a Korponai járásban.

## Fekvése
Korponától 15 km-re délkeletre, a Litva völgyében fekszik.

## Története
A régészeti leletek tanúsága szerint területén már 5000 évvel ezelőtt is éltek emberek.
1341-ben "Lyzkou" néven említik először. Neve a szlovák leska (= mogyoró) főnévből származik. 1350-ben "Lyzka", 1396-ban "Lechko",1469-ben "Leckowcz",1516-ban "Leczko" néven említik a korabeli források. A Balassa család birtoka, majd a Széplakyaké és a Szécsényieké. 1437 után a bozóki premontrei apátság birtoka lett. A török időkben az Újvári szandzsákhoz tartozott és a töröknek adózott a falu. A török veszély elmúltával azonban nem lett vége a megpróbáltatásoknak, hol a kuruc, hol a császári katonaság fosztogatta és járványok is tizedelték a lakosságot. 1715-ben 12, 1720-ban 9 ház állt a faluban. 1828-ban 39 házában 233 lakos élt, akik főként mezőgazdasággal foglalkoztak.
Vályi András szerint "LACZKÓ. Tót falu Hont Várm. földes Ura a’ Tudományi Kintstár, lakosai katolikusok, fekszik Lietavának szomszédságában, mellynek filiája, a’ Bozóki Uradalmhoz tartozik, határjában, melly három vetőre van osztva, jól terem zab, rozs, borsó, pohánka, réttye, és erdeje kevés, szőlő hegye nints."
Fényes Elek szerint "Laczkó, tót falu, Hont vmegyében, a bozóki uradalomban: 227 kath. lak. Selmeczhez 6 óra."
A trianoni békeszerződésig Hont vármegye Korponai járásához tartozott.

## Népessége
| Év:            | 1994. | 2004.    | 2014.    | 2024. |
| -------------- | ----- | -------- | -------- | ----- |
| Emberek száma: | 142   | 118      | 100      | 83    |
| Eltérés:       |       | -16,90 % | -15,25 % | -17 % |

| Év:            | 2023. | 2024.   |
| -------------- | ----- | ------- |
| Emberek száma: | 88    | 83      |
| Eltérés:       |       | -5,68 % |

1910-ben 287, túlnyomórészt szlovák lakosa volt.
2001-ben 123 szlovák lakosa volt.
2011-ben 107 lakosából 102 szlovák.

## Nevezetességei
- A falu templomát 1997-ben szentelték fel a Szent Család tiszteletére.
- A hagyomány szerint Királydombok nevű dűlőjében ütötte fel sátrát IV. Béla király, amikor a tatárok elől menekült.
- Az iskola falán emléktábla emlékeztet tanárára, František Kopeckýre, aki a szlovák nemzeti felkelés harcaiban esett el.

## Külső hivatkozások
- Községinfó
- Lászlód Szlovákia térképén
- Regionhont.sk
- E-obce.sk Archiválva 2008. február 7-i dátummal a Wayback Machine-ben